# Stephen Naidoo
Stephen Naidoo CSsR (* 23. Oktober 1937 in Durban; † 1. Juli 1989 in London Borough of Merton) war ein römisch-katholischer Geistlicher und Erzbischof von Kapstadt. 
Naidoo wurde als Kind indischer Einwanderer in Südafrika geboren. Er trat dem Redemptoristenorden bei und studierte in England Theologie. Am 29. Juni 1961 wurde er zum Priester geweiht. Anschließend ging er nach Indien, um Tamil zu lernen. Danach promovierte er in Rom zum Doktor des kanonischen Rechts. 1968 kehrte er nach Südafrika zurück und arbeitete in der Seelsorge.  Am 1. Juli 1974 wurde er zum Weihbischof in Kapstadt ernannt. Gleichzeitig wurde er Titularbischof von Mammilla, am 2. August 1974 dann Titularbischof von Aquae Flaviae. Am 15. September 1974 empfing er die Bischofsweihe durch den Erzbischof von Kapstadt, Kardinal Owen McCann. Mitkonsekratoren waren Alfredo Poledrini und Peter Fanyana John Butelezi. Am 20. Oktober 1984 wurde er durch Papst Johannes Paul II. zum Erzbischof von Kapstadt ernannt. Er war der erste „Nicht-Weiße“ in diesem Amt. Zeitweilig war Naidoo auch Vorsitzender der Südafrikanischen Bischofskonferenz. In dieser Funktion wandte er sich gegen die damals in Südafrika herrschende Apartheid. Wegen eines Herzleidens wurde er in England behandelt. Dort starb er am 1. Juli 1989 im Alter von 51 Jahren.